# Вайман, Семён Теодорович
Семён Теодорович Вайман (6 января 1924, Врадиевка — 23 августа 2004, Москва) — российский литературовед и педагог, доктор филологических наук (1970), член Союза писателей (1966).

## Биография
Участник Великой Отечественной войны. В 1942 окончил военное училище, в 1943 курсы «Выстрел», с июня 1944 командир миномётной батареи 98-го полка 10-й стрелковой бригады. После войны начальник штаба дивизиона гаубичного полка 492-й артиллерийской бригады. Уволен в запас в апреле 1946 в звании старшего лейтенанта.
В 1946 поступил на филологический факультет Одесского университета, окончил его в 1950.
Преподавал в Сталинабадском и Липецком педагогических институтах.
С середины 1980-х годов — в Москве, работал в Институте искусствознания АН СССР, в начале 1990-х также заведовал кафедрой эстетики Еврейской академии имени Маймонида.
В советский период занимался историей классической зарубежной литературы (книги о Рабле, Данте, Боккаччо, Бальзаке) и теорией реализма. В постсоветское время значительно расширил круг тем, выйдя в проблематику общей эстетики (об особенностях смысла в художественном произведении), теории литературных родов (книга об истории и теории драматического диалога) и др.
Урна с прахом захоронена в колумбарии Ваганьковского кладбища.

## Книги
Источник — Электронные каталоги РНБ
- Вайман С. Т. Бальзаковский парадокс. — М.: Сов. писатель, 1981. — 366 с.
- Вайман С. Т. Гармонии таинственная власть. Об органической поэтике. — М.: Сов. писатель, 1989. — 365 с.
- Вайман С. Т. Данте и проблема зарождения реализма. — Сталинабад, 1961. — 99 с.
- Вайман С. Т. Драматический диалог. — М.: Едиториал УРСС, 2003. — 205 с. — ISBN 5-354-00232-X.
- Вайман С. Т. Марксистская эстетика и проблемы реализма. — М.: Сов. писатель, 1964. — 317 с.
- Вайман С. Т. Мерцающие смыслы. — М.: Наследие, 1999. — 398 с.
- Вайман С. Т. Методика организации работы учебно-научных студенческих групп: Учеб. пособие. — Воронеж: ВГПИ, 1983. — 45 с.
- Вайман С. Т. Параметры эстетической мысли: Историзм. Метод. — М.: ИИ, 1997. — 248 с.
- Вайман С. Т. Проблема типического в литературном наследии К. Маркса и Ф. Энгельса: Автореф. дис. … канд. филол. наук. — М., 1957. — 21 с.
- Вайман С. Т. Проблемы теории реалистического метода, его формирования и своевременного развития: Автореф. дис. … д-ра филол. наук. — М., 1969. — 43 с.
- Вайман С. Т. Реализм как эстетический антипод религии: Этюды о поэтике Боккаччо. — Воронеж: Центр.-чернозем. кн. изд-во, 1966. — 208 с.
- Вайман С. Т. Художественный метод Рабле. — Сталинабад, 1960. — 42 с.
- Вайман С. Т. Неевклидова поэтика: Работы разных лет. — М.: Наука, 2001. — 479 с. — ISBN 5-02-022756-0.